# Archibald Low
Archibald Montgomery Low (17 de outubro de 1888 — 13 de setembro de 1956) foi um engenheiro, físico e inventor inglês, autor de mais de 40 livros.
Low foi pioneiro na tecnologia de sistemas teleguiados em foguetes, torpedos e aviões, e serviu aos interesses militares do Reino Unido durante a Primeira e a Segunda Guerra Mundial. Em 28 de maio de 1914 Archibald Low apresentou em Londres um aparelho para emissão de imagens a distância, a que deu o nome de TeleVista, e que é considerado um dos precursores da televisão.